# Less

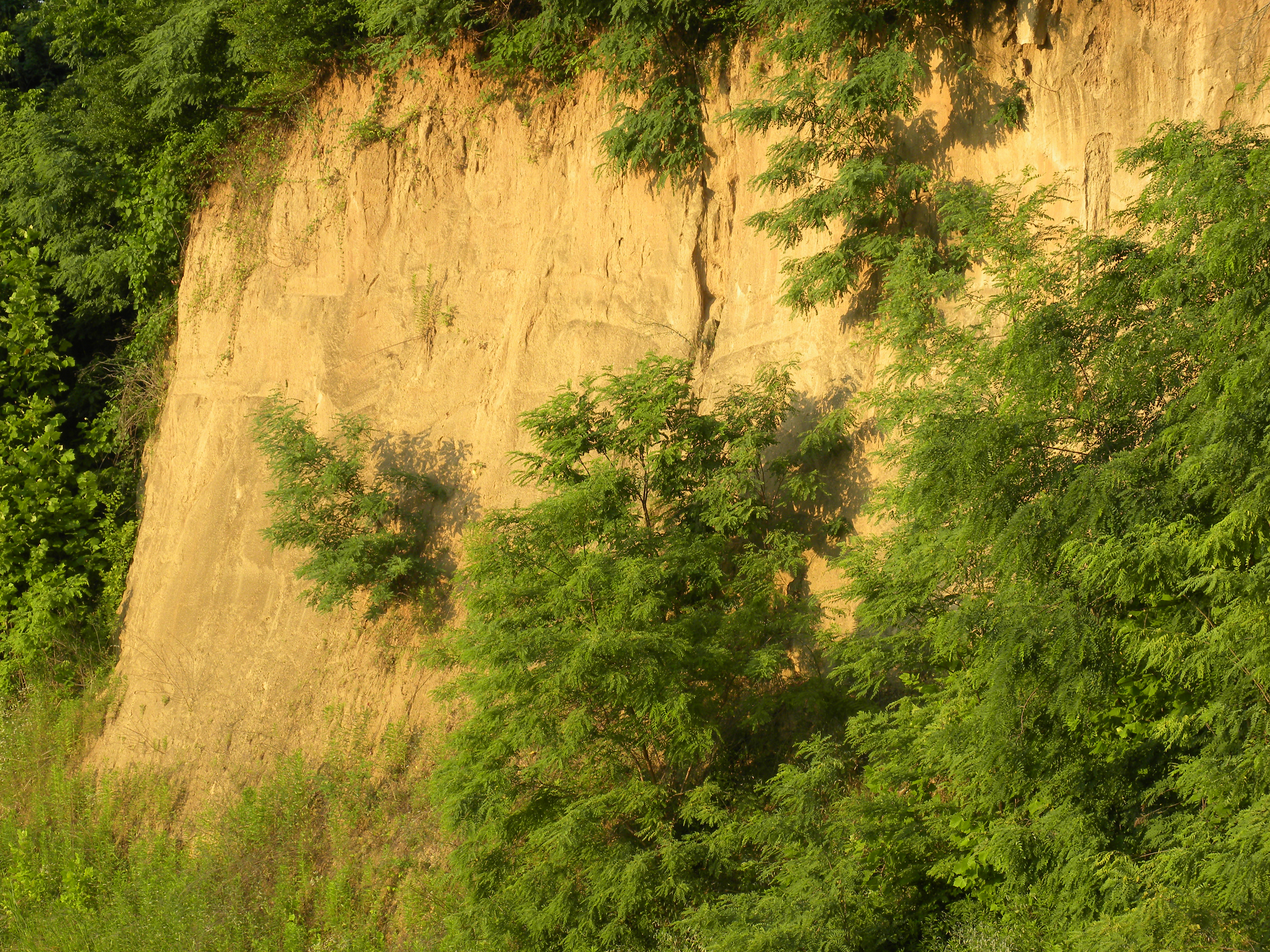
Pionowa skarpa lessowa. Dominująca jasnożółta barwa jest jedną z cech przewodnich lessów.

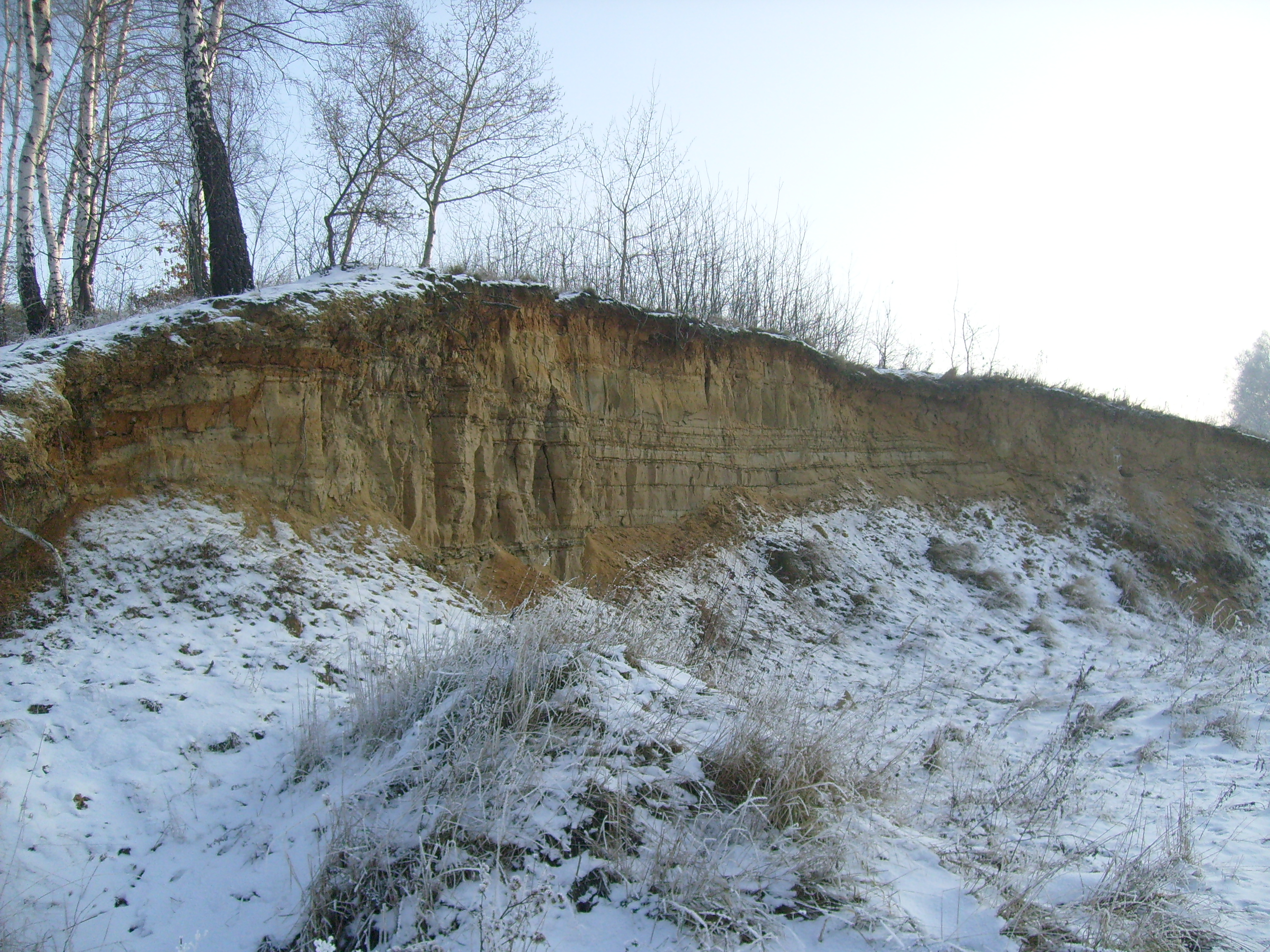
Odkrywka lessowa we Wróżenicach na Płaskowyżu Proszowickim. Widoczne uwarstwienie.

Less – pylasta skała osadowa, wyselekcjonowana i deponowana na drodze eolicznej, a więc w warunkach względnie suchego klimatu, na co wskazuje m.in. rozmieszczenie strefowe lub związek lessu z określonym piętrem hipsometrycznym. W obszarach wilgotniejszych osad o takich cechach nie wyodrębnia się spośród innych piaszczysto-gliniastych produktów denudacji i akumulacji.
Dominuje w nim frakcja pyłów (0,002–0,063 mm) złożona przede wszystkim z kwarcu z domieszką skaleni, węglanów, rzadziej innych minerałów. We frakcji podstawowej lessów dominują pyły średnie (0,02–0,063 mm). Zróżnicowanie wielkości ziaren w skałach jest bardzo małe, jest to więc skała dobrze wysortowana. Zazwyczaj bezstrukturalna (homogeniczna), makro- i mikroporowata. Barwa przeważnie żółtawoszara, jasnożółta, a nawet płowa.
Less jest skłonny do osiadania pod wpływem zawilgocenia względnie dodatkowego obciążenia. W stanie suchym wykazuje skłonność do pękania i tworzenia pionowych obrywisk, które zanikają, gdy jest wilgotny.
Mamy do czynienia z lessami właściwymi, gdy frakcja 0,02–0,05 mm stanowi powyżej 50% analizowanej próby. Wyróżnia się ponadto lessy właściwe piaszczyste oraz less gliniasty. Lessy właściwe powstają w wyniku procesów eolicznych (wiatrowych), jeśli w fazie sedymentacji ich rola była mniejsza, mamy do czynienia z utworami lessopodobnymi.

## Geneza
Powstaje w warunkach względnie suchego klimatu na co wskazuje między innymi rozmieszczenie strefowe lub związek z określonym piętrem hipsometrycznym. Eoliczna geneza lessu, rozpowszechniona przez Ferdinanda von Richthofena w XIX wieku jest obecnie akceptowana przez wielu badaczy. Niewyjaśniony jest do dzisiaj problem źródła materiału pyłowego, długości transportu i kierunku wiatrów lessotwórczych. Obecnie zarzucono teorię o dalekim transporcie pyłu lessowego, przyjmuje się transport na małe odległości, co najwyżej typowo regionalny do kilkudziesięciu kilometrów. O autochtonizmie lessu polskiego (lokalna akumulacja) świadczą wyniki porównawczych analiz właściwości fizycznych (uziarnienie), składu chemicznego (zawartość węglanów) i mineralogicznego lessów (skład minerałów ciężkich).
Źródłem materiału pyłowego według jednej grupy badaczy były różne osady czwartorzędowe i starsze przedczwartorzędowe. Według drugiej grupy źródłem pyłu lessowego były osady rzeczne. Materiał mineralny, w  przewadze pylasty, był wywiewany z tych osadów na okoliczne tereny. Na wysoczyznach zalega less pierwotny akumulowany eolicznie, natomiast w dolinach oprócz lessu eolicznego występują wtórne pokrywy lessowe i lessopodobne powstałe w wyniku redepozycji lessów pierwotnych. Z tego powodu lessy dzieli się dodatkowo na trzy typy:
- lessy wierzchowinowe – w przewadze subaeralne, występujące głównie na obszarach rozległych i płaskich równin wododziałowych,
- lessy stokowe – złożone po części z materiału lessów subaeralnych oraz produktów ich redepozycji,
- lessy dolinne – będące mieszaniną osadów eolicznych z innymi genetycznie odmiennymi. Wśród nich dominują produkty przemieszczania materiału lessowego wymieszanego z osadami typowo stokowymi i akumulowanymi bezpośrednio w dnach dolin (rzecznych i suchych). Lessy dolinne często charakteryzują się warstwowaniem i szarą barwą związaną z aktywnością procesów hydrogenicznych.

## Występowanie w ujęciu globalnym
Ze względu na rozmieszczenie pokryw lessowych oraz pośrednio ich wiek i pochodzenie pyłów lessotwórczych wydzielane są trzy odmiany lessów:
- peryglacjalne – lessy występujące w strefie przedpola lądolodów skandynawskich (lessy europejskiego i północnoamerykańskiego pasa lessowego),
- perymedyteriańskie – lessy szerokiej strefy wybrzeży basenu Morza Śródziemnego i Czarnego,
- perydesertyczne – lessy wnętrza kontynentu azjatyckiego.

Pokrywy lessowe zajmują łącznie blisko 20% powierzchni kontynentów. Największy zwarty obszar ich występowania to Wyżyna Lessowa w Chinach, gdzie ich grubość dochodzi nawet do 300 metrów, a wiek najstarszych warstw datowany jest na eoplejstocen, a nawet pliocen. Zwarte płaty lessowe występują także m.in. na terenie Kazachstanu, Ukrainy, Stanów Zjednoczonych, Węgier, Bułgarii, Czech, Austrii, Niemiec, Francji, Belgii, a nawet południowej Anglii.

## Występowanie lessów w Polsce
Płaty lessowe występujące w Polsce są częścią europejskiego pasa lessowego rozciągającego się od południowej Anglii aż po Rosję i Ukrainę. W kierunku wschodnim pas ten przechodzi w pokrywy Azji Środkowej. Pokrywy lessowe występują w obrębie Wyżyn Polskich, Niziny Śląskiej, Wzgórz Trzebnickich, na Podkarpaciu i Pogórzu Karpackim oraz na Wyżynie Lubelskiej, Roztoczu Zachodnim i Środkowym oraz na Wyżynie Sandomierskiej. Ich obecność udokumentowano także na Płaskowyżu Głubczyckim. Płaty lessów wyciągnięte są w kierunku WNW–ESE. Zbudowane są z różnowiekowych warstw, poprzedzielanych glebami kopalnymi, nadającymi im charakter sekwencji lessowo-glebowych. Wyróżniane są lessy młodsze akumulowane podczas ostatniego zlodowacenia Wisły, lessy starsze tworzące się w strefach peryglacjalnych zlodowaceń środkowopolskich (Odry i Warty) oraz lessy najstarsze ze zlodowaceń południowopolskich według schematu stratygraficznego lessów Polski. Rozmieszczenie lessów w Polsce wykazuje szereg prawidłowości m.in. wzrost miąższości płatów lessowych z zachodu na wschód i występowanie płatów tylko na określonych wysokościach nad poziomem morza tj. od 170 do 450 m n.p.m.. W Polsce pokrywy lessowe o największej powierzchni, zwartości płatów i miąższości (do 30 metrów) występują na Grzędzie Horodelskiej i Sokalskiej (Wyżyna Wołyńska). W skali całego świata polskie płaty lessów są względnie mało miąższe.

## Czas akumulacji lessu
Lessy powszechnie są kojarzone z plejstoceńskimi osadami peryglacjalnymi. Takiego właśnie wieku są pokrywy lessowe akumulowane wyłącznie w piętrach zimnych zlodowaceń plejstoceńskich (tzw. glacjały) w strefie szerokiego przedpola lądolodów kontynentalnych. W okresach ociepleń (interstadiały) tworzenie się pokryw lessowych ustawało, względnie akumulacja była minimalna. 
Z kolei lessy perymedyteriańskie i perydesertczne cechuje znacznie dłuższy okres akumulacji, obejmujący górny pliocen oraz holocen. W pokrywach tego typu wyróżnia się lessy zimnych jednostek stratygraficznych, jak też i względnie ciepłych. Różnica między nimi to głównie miąższość (większa w warstwach „zimnych”) i stopień przekształceń pedogenicznych (wyższy w „ciepłych”).
Na obszarach lessowych w okresach interstadialnych warstwy stropowe lessów były przekształcane przez procesy glebowe razem określane jako tzw. lessivage, które są odpowiedzialne za wykształcenie pokryw glebowych. W okresach ciepłych tworzyły się na pokrywach lessowych gleby, rejestrowane współcześnie jako gleby kopalne (tzw. paleosole) o różnej randze stratygraficznej. Typ tworzącej się gleby uzależniony był od warunków klimatycznych, długości okresu oddziaływania procesów pedogenezy, a co za tym idzie typu roślinności. Istotnym czynnikiem było (i jest nadal) ukształtowanie terenu.  W okresie ostatnich ~14–16 tysięcy lat na pokrywach lessowych tworzyły się m.in. czarnoziemy pod roślinnością stepową, gleby brunatne i płowe pod roślinnością leśną, podczas interstadiałów tworzyły się gleby mniej rozwinięte typu glejowego bądź brunatnoziemów arktycznych, względnie zachodziły tylko słabe (inicjalne) procesy glebotwórcze. W okresie każdego zlodowacenia było kilka faz zimnych i kilka ciepłych, stąd w pokładach lessów rejestrowana jest obecność gleb kopalnych różnej rangi stratygraficznej.

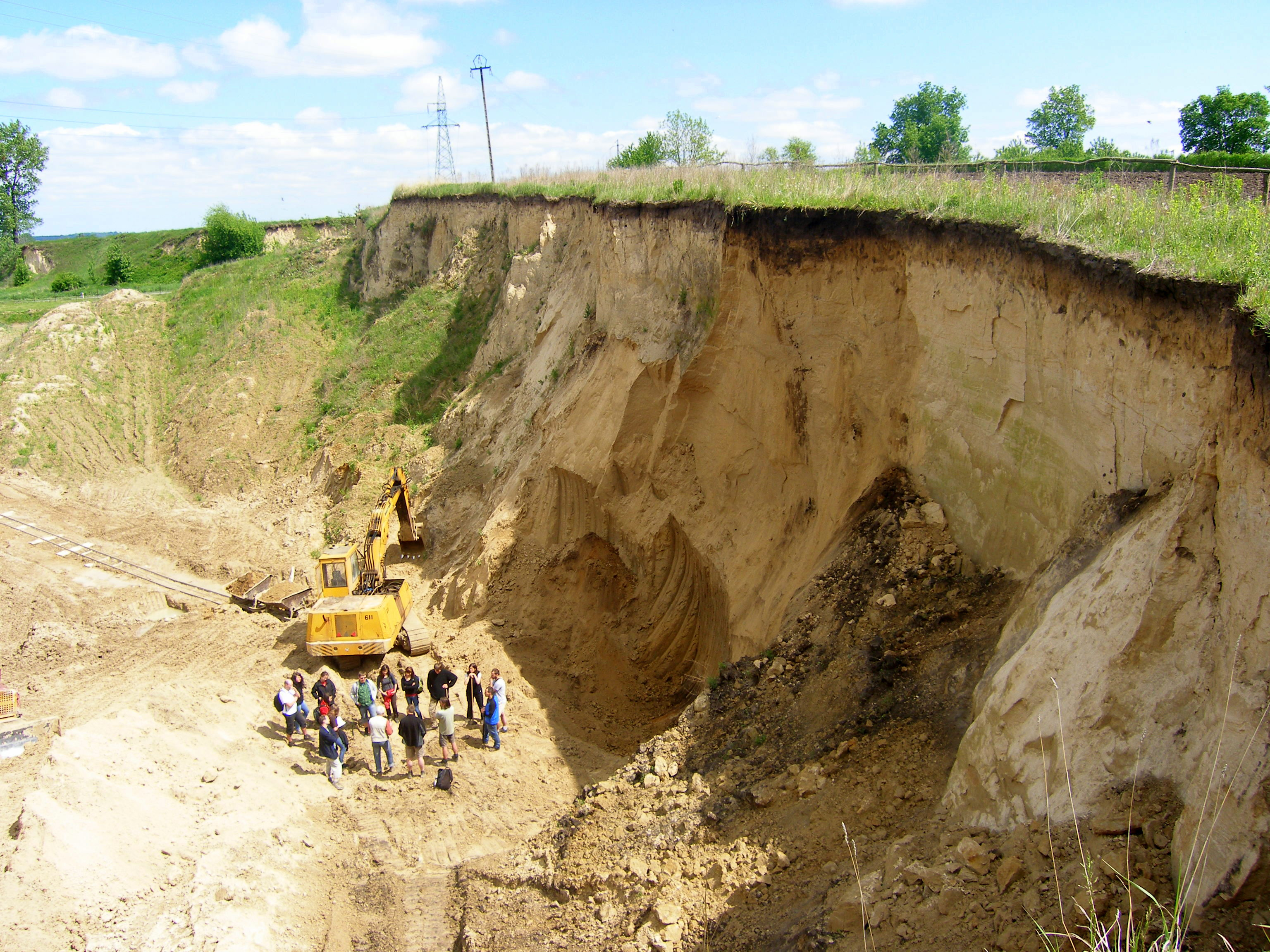
Wyrobisko eksploatacyjne lessów w cegielni w Tyszowcach

## Zastosowanie gospodarcze
Stosowany do wyrobu cegieł i innych materiałów budowlanych. 
Ważną cechą lessów jest żyzność gleb rozwijających się w ich wierzchnich warstwach. Z tego powodu gleby lessowe są uznawane za bardzo cenne dla rolnictwa. 
Regiony lessowe są bardzo atrakcyjne turystycznie. Wynika to m.in. z żywego charakteru rzeźby terenu, a szczególnie z powodu obecności licznych i spektakularnych form erozyjnych. W pokrywach lessowych często powstają bardzo głębokie V-kształtne doliny (suche i odwadniane) powszechnie określane mianem wąwozów, zarówno pojedynczych, jak też tworzących złożone systemy. Formom tym często towarzyszą antropogeniczne wąwozy drogowe - tzw. głębocznice. Przykładami geoturystycznie bardzo atrakcyjnych obszarów z typową rzeźbą lessową są okolice Sandomierza i Kazimierza Dolnego.